# Calle de San Cristóbal
La calle de San Cristóbal es una vía pública de la ciudad española de Segovia.

## Descripción
La vía discurre desde la calle del Puente de San Lorenzo hasta la de la Castellana. Debe el título a la localidad de San Cristóbal de Segovia. Aparece descrita en Las calles de Segovia (1918) de Mariano Sáez y Romero con las siguientes palabras:

San Cristóbal.—Comienza en la calle del Puente y termina en la Carretera de Boceguillas. Esta calle del barrio de San Lorenzo al llegar a la carretera enfrenta con el camino, senda que, cuesta arriba, por las Nieves conduce a varios pueblos de las márgenes del Eresma, entre ellos el de San Cristóbal de Segovia anejo de Palazuelos y antes arrabal de Segovia que es el más inmediato a la ciudad y del que toma título la calle. En su comienzo tiene la calle viviendas de molineros y operarios de las fábricas próximas, y luego recoda hacia las Nieves hasta llegar a la carretera.
(Sáez y Romero, 1918, p. 154)